# گیاهان بارده همزمان
گیاهان بارده همزمان (به انگلیسی: Plietesials) گیاهانی هستند که برای چند سال رشد می‌کنند، گل می‌دهند (به‌طور همزمان)، دانه می‌دهند و سپس می‌میرند. طول چرخه می‌تواند بین ۸ تا ۱۶ سال متغیر باشد. به عنوان مثال، گیاه نیلاکورینی (neelakurinji) هر ۱۲ سال یکبار گل می‌دهد و همان‌طور که انتظار می‌رفت، در سال ۲۰۰۶ و ۲۰۱۸ در منطقه مونار (Munnar) در کرالا، هند شکوفا شد.